# Нимба (графство)
Нимба (англ. Nimba) — одно из графств Либерии. Административный центр — город Санниквеллие.

## География
Граничит с Кот-д’Ивуаром (на востоке), Гвинеей (на северо-западе), а также с графствами: Гранд-Геде (на юго-востоке), Синоэ (на юге), Ривер-Сесс (на юго-западе), Бонг и Гранд-Баса (на западе). Площадь составляет 11 546 км².

## Население
По данным переписи 2008 года численность населения составляет 468 088 человек.
Динамика численности населения графства по годам:
| 1984    | 1986    | 2008    | 2013    |
| ------- | ------- | ------- | ------- |
| 313 050 | 325 700 | 468 088 | 491 968 |

## Административное деление
Графство делится на 17 округов (население — 2008 г.):
- Бо и Куилья (Boe & Quilla) (18 262 чел.)
- Буу-Яо (Buu-Yao) (40 007 чел.)
- До (Doe) (35 918 чел.)
- Гарр-Баин (Garr Bain) (61 225 чел.)
- Гбехлаге (Gbehlageh) (32 176 чел.)
- Гби и Дору (Gbi & Doru) (8 131 чел.)
- Гбор (Gbor) (10 875 чел.)
- Кпарбли (Kparblee) (11 424 чел.)
- Ливехпи-Ман (Leewehpea-Mahn) (24 747 чел.)
- Мейнпи-Ман (Meinpea-Mahn) (24 157 чел.)
- Санникелли-Ман (Sanniqquellie-Mahn) (25 370 чел.)
- Тван-Ривер (Twan River) (37 479 чел.)
- Ви-Гбей-Ман (Wee-Gbehy-Mahn) (32 934 чел.)
- Ярмеин (Yarmein) (22 718 чел.)
- Ярпи-Ман (Yarpea Mahn) (21 647 чел.)
- Ярвеин-Менсонно (Yarwein Mehnsonnoh) (25 584 чел.)
- Зо-Гбао (Zoe-Gbao) (29 372 чел.)